# Élection partielle québécoise d'avril 2016
L'élection partielle québécoise du 11 avril 2016 est devenue nécessaire à la suite de la démission du député péquiste de Chicoutimi Stéphane Bédard. La candidate du Parti québécois, Mireille Jean, a été élue.

## Candidatures
Le Parti québécois a tenu son assemblée d'investiture le 14 mars 2016 auquel trois candidats s'affrontaient. C'est finalement l’entrepreneure et ex-candidate à la mairie de la Ville de Saguenay en 2005 Mireille Jean qui l'a emporté avec 66,3 % des voix face à Mario Gagnon et à l'ex-candidate bloquiste dans Chicoutimi—Le Fjord Élise Gauthier, ils obtiennent respectivement 23 % et 10 % des voix.
Du côté du Parti libéral du Québec, c'est Francyne T. Gobeil, une proche du maire de Saguenay Jean Tremblay, qui s'est présentée sous cette bannière.
La candidate de la Coalition avenir Québec était l'animatrice Hélène Girard.
Pierre Dostie représentait Québec solidaire pour cette élection.
Alex Tyrrell, chef du Parti vert du Québec a annoncé le 19 mars 2016, qu'il se présentait lui-aussi dans Chicoutimi.

## Résultats
|                                                                                               | Nom                         | Parti            | Nombre de voix | %      | Maj.  |
| --------------------------------------------------------------------------------------------- | --------------------------- | ---------------- | -------------- | ------ | ----- |
|                                                                                               | Mireille Jean               | Parti québécois  | 8 810          | 46,7 % | 3 110 |
|                                                                                               | Francyne Gobeil             | Libéral          | 5 700          | 30,2 % | -     |
|                                                                                               | Hélène Girard               | Coalition avenir | 2 216          | 11,7 % | -     |
|                                                                                               | Pierre Dostie               | Québec solidaire | 1 508          | 8 %    | -     |
|                                                                                               | Alex Tyrrell                | Vert             | 465            | 2,5 %  | -     |
|                                                                                               | Catherine Bouchard-Tremblay | Option nationale | 170            | 0,9 %  | -     |
| Total                                                                                         | Total                       | Total            | 18 869         | 100 %  |       |
| Le taux de participation lors de l'élection était de 41,1 % et 301 bulletins ont été rejetés. |                             |                  |                |        |       |